# Барнард, Энни
Леди Энни Барнард (англ. Anne Elizabeth Barnard, урождённая Линдсей; 1750—1825) — британская писательница, художница и светская львица, старшая дочь Джеймса Линдси, 5-го графа Балкарреса.
Некоторое время прожила в Кейптауне, где оказала влияние на культурную и социальную жизнь города. По одной из версий, она родила сына от короля Георга IV, ставшего морским офицером и служившего в Вест-Индии.

## Биография

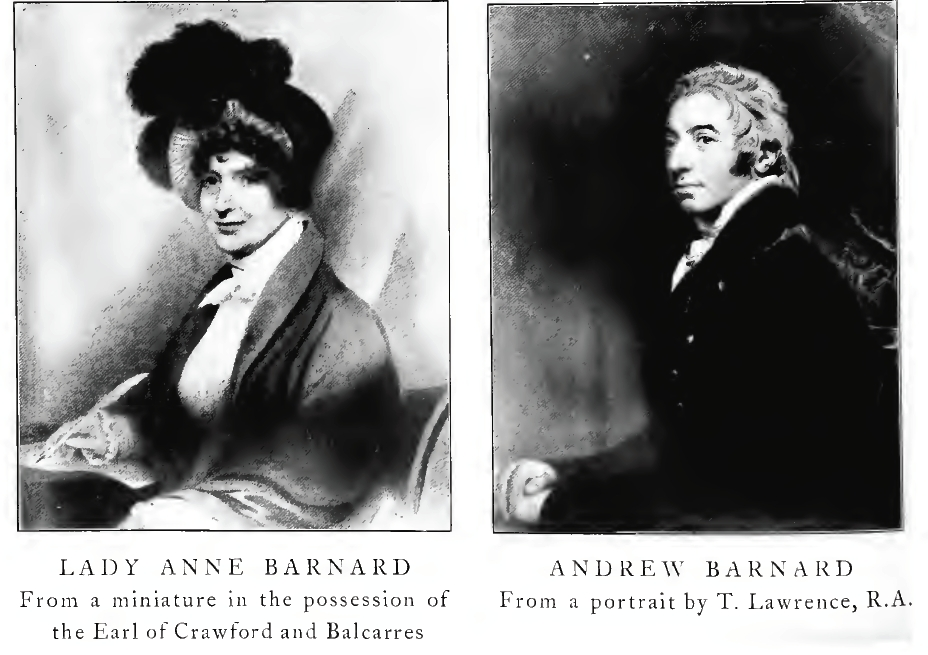
Энни Барнард со своим мужем

Родилась 12 декабря 1750 года в Шотландии в области Файф. Девятый ребёнок и первая дочь Анны Линдсей (урождённой Далримпл) и Джеймса Линдсея.
Жила в Лондоне, с 1793 года была замужем за Эндрю Барнардом, который получил должность колониального секретаря на мысе Доброй Надежды, куда они приехали в 1797 году.
До отъезда в Южную Африку — занималась живописью и рисованием. В 1771 году написала балладу Auld Robin Gray, которую анонимно опубликовала в 1883 году. О своём авторстве она сообщила за два года до своей смерти Вальтеру Скотту.
После возвращения из Кейптауна и до своей смерти — жила в Лондоне, где умерла 6 мая 1825 года.